# Нюкша, Константин Иванович
Константин Иванович Нюкша (латыш. Konstantīns Ņukša) — советский работник машиностроения и общественный деятель, полный кавалер ордена Трудовой Славы.

## Биография
Родился в 1938 году в Латвии. Член КПСС.
В 1959—1990 годах — слесарь-инструментальщик Рижского электромашиностроительного завода производственного объединения «Рижский электромашиностроительный завод» Министерства электротехнической промышленности СССР.
Указами Президиума Верховного Совета СССР от 10 марта 1976 года и от 31 марта 1981 года награждён орденами Трудовой Славы 3-й и 2-й степеней.
Указом Президиума Верховного Совета СССР от 10 мая 1986 года награждён орденом Трудовой Славы 1-й степени.
За большой личный вклад в совершенствование техники и технологии производства был в составе коллектива удостоен Государственной премии СССР за выдающиеся достижения в труде 1988 года
Избирался депутатом Верховного Совета Латвийской ССР 10-го и 11-го созыва, народным депутатом СССР. Делегат XXVI и XXVII съездов КПСС.
Живет в Латвии.